# جون أبريا
جون أبريا (بالإنجليزية: John Aprea)‏ مواليد 4 مارس 1941 في نيوجيرسي، الولايات المتحدة، هو ممثل وكوميدي أمريكي بدأ مسيرته الفنية سنة 1968.

## الأعمال
- العراب: الجزء الثاني
- عالم آخر
- اللعبة

## روابط خارجية
- جون أبريا على موقع IMDb (الإنجليزية)
- جون أبريا على موقع أول موفي (الإنجليزية)
- جون أبريا على موقع إن إن دي بي (الإنجليزية)
- جون أبريا على موقع قاعدة بيانات الفيلم (الإنجليزية)